# Apollonio Massaini
Apollonio Massaini (Siena, ... – settembre 1467) è stato un vescovo cattolico italiano.

## Biografia
Senese, fu canonico del duomo di Siena e venne nominato vescovo vescovo di Sovana da papa Eugenio IV l'8 giugno 1439. Fu particolarmente attivo nelle lotte politiche della Maremma, seguendo sempre gli interessi della Repubblica di Siena contro le famiglie feudali del territorio. Durante il suo episcopato, i resti di Mamiliano di Palermo furono trasferiti dall'Isola del Giglio a Sovana.
Morì nel settembre 1467 e il governo di Siena tentò di sostituirlo con il proprio vicario generale Giovanni Magliani, senza però ricevere l'approvazione del papa.